# Paleis van Justitie (Amsterdam)
Het voormalige Paleis van Justitie in Amsterdam (waarin tot het voorjaar van 2013 het gerechtshof Amsterdam was gehuisvest en sinds 2025 een luxe hotel), Prinsengracht 436, kwam tot stand in de periode 1825/'29. Stadsarchitect van Amsterdam Jan de Greef tekende voor het ontwerp. Hoewel als zodanig niet meer te herkennen betreft het hier in feite een grootscheepse verbouwing en uitbreiding van het uit 1663/'65 daterende Aalmoezeniersweeshuis, een weeshuis voor de allerarmste kinderen.
De afronding van de werkzaamheden, vooral de inrichting van de diverse lokalen, zou nog zeven jaar in beslag nemen. Pas op 4 oktober 1836 werd het gebouw in gebruik genomen en verhuisde justitie van het Prinsenhof naar de nieuwe locatie aan de Prinsengracht.

## Beschrijving
De bestaande gevel van het voormalige weeshuis werd bij de verbouwing geheel vervangen door de huidige op het classicisme geïnspireerde voorgevel in neostijl met een zware lijst en balustrade. De nieuwe bak- en zandstenen gevel was breder dan die van het weeshuis en heeft drie risalieten, die extra worden benadrukt door de vanaf het hardstenen basement opgaande pilasters met Korinthische kapitelen. In het middenrisaliet is de hoofdingang met hal en trappenhuis.
Boven de ramen van de eerste verdieping bevinden zich de aan Jacob van Lennep toegeschreven (en vrij vertaalde) dichtregels: Onder uw bewind, Doorluchtige Willem! Is dit Gesticht herbouwd, en aan Wet en Geregtigheid toegewijd. Het plan van De Greef om voor de ingang een plein en een brug aan te leggen vond geen doorgang.
Ook een deel van de oorspronkelijk vier - later verlaagd naar twee - verdiepingen tellende bebouwing aan de Lange Leidsedwarsstraat kwam in de periode 1825/'29 tot stand. Naast justitie huisvestte het gebouw van 1838 tot 1863 op de tweede verdieping aan de zijde van de Prinsengracht de Stadsbibliotheek, terwijl de vleugel links van 1833 tot 1875 als garnizoensziekenhuis en gemeentelijk noodhospitaal diende.

## Uitbreidingen
In de loop van de tijd werd het Paleis van Justitie herhaaldelijk uitgebreid en het interieur aangepast. Als gevolg van ruimtegebrek werden de oorspronkelijke binnenplaatsen volgebouwd, de waterkelders hieronder tot archiefruimte verbouwd en in de hoge zalen extra insteekverdiepingen aangebracht.
In 1950 bereikte het complex zijn huidige omvang toen de naast- en achterliggende gebouwen aan de Prinsengracht, Leidsegracht en Lange Leidsedwarsstraat ten behoeve van het Paleis van Justitie door het Rijk werden aangekocht. Van de aangekochte bebouwing werd het interieur grondig en van het eigenlijke Paleis van Justitie minder ingrijpend gemoderniseerd. Door de inmiddels in het complex verzamelde justitiële diensten raakte het Paleis van Justitie de laatste decennia overbelast met een nijpend gebrek aan kantoor- en archiefruimte.

## Verhuizingen

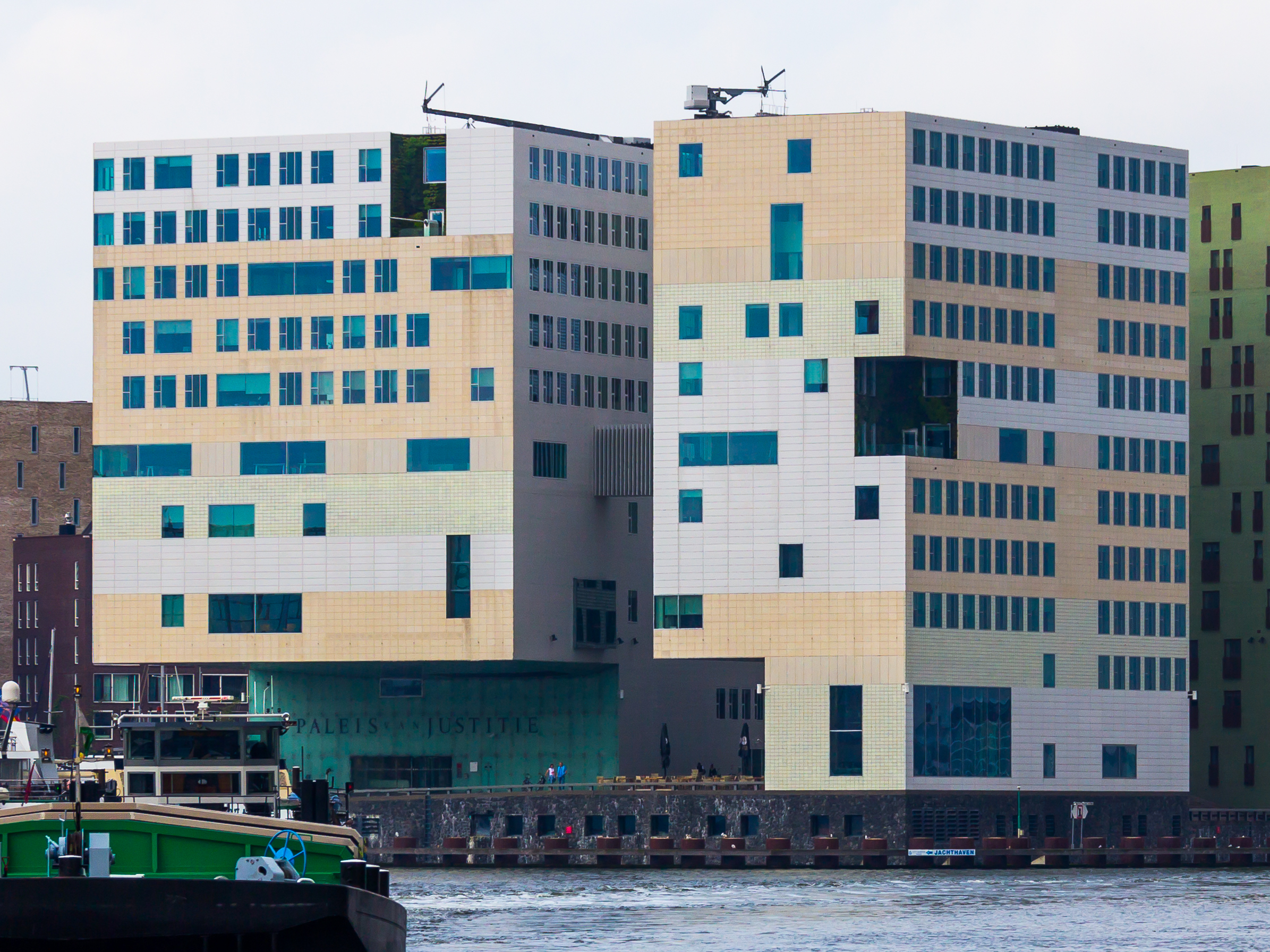
Vanaf april 2013 de nieuwe locatie op IJDock.

In 1990 verhuisde het overgrote deel van de gerechtelijke instanties naar een nieuw gebouwencomplex aan de Parnassusweg. Alleen het Gerechtshof Amsterdam mocht, na aangekondigd verzet van enkele rechters en steunbetuigingen in de media, op de oude locatie blijven. Vanaf april 2013 is het gerechtshof gevestigd aan IJdok 20 op het IJdock. Het gebouw aan de Prinsengracht werd in 2015 verkocht. In mei 2019 werd bekend dat in het gebouw een luxe hotel zal worden gevestigd.

## Luxe hotel aan de Prinsengracht
Na vier jaar verbouwen is op 1 mei 2025 een nieuw hotel geopend in het pand Prinsengracht 436. Het zeer luxe hotel 'Rosewood' telt 134 kamers, drie restaurants, een bar, drie binnentuinen en een spa. Het is onderdeel van de Chinese hotelketen Rosewood, met wereldwijd 38 hotels.